# Java Class Library
Pour les articles homonymes, voir JCL.
Le Java Class Library (JCL) est une bibliothèque standard du langage Java, qui contient un ensemble de bibliothèques logicielles chargées dynamiquement.
Le JCL a plusieurs buts :
- comme les bibliothèques standard des autres langages, il fournit aux programmeurs un ensemble de fonctions bien connues, (par exemple les expressions régulières) ;
- en supplément, les bibliothèques de classe fournissent une interface abstraite pour des tâches qui dépendraient normalement étroitement du matériel et du système d'exploitation

## Architecture
Le JCL est entièrement écrit en Java, sauf la partie qui nécessite un accès direct au matériel ou au système d'exploitation (par exemple, les entrées/sortie, la rastérisation). Cette partie est implémentée par l'intermédiaire de JNI.
La plupart des classes Java de cette bibliothèque sont contenus dans un unique fichier au format .jar inclus dans l'Environnement d'exécution Java (JRE) ou dans la distribution JDK appelée rt.jar. 

## Autres implémentations de Java
- SableVM
- GNU Classpath
- Kaffe, voir (en) Jaffe
- JamVM, voir (en) JamVM
- CACAO, voir (en) CACAO
- Apache Harmony, voir (en) Apache Harmony